# Crystal (Maine)
Crystal es un pueblo ubicado en el condado de Aroostook en el estado estadounidense de Maine. En el Censo de 2010 tenía una población de 269 habitantes y una densidad poblacional de 2,57 personas por km².

## Geografía
Crystal se encuentra ubicado en las coordenadas 45°59′18″N 68°21′36″O / 45.98833, -68.36000. Según la Oficina del Censo de los Estados Unidos, Crystal tiene una superficie total de 104.71 km², de la cual 104.62 km² corresponden a tierra firme y (0.08%) 0.09 km² es agua.

## Demografía
Según el censo de 2010, había 269 personas residiendo en Crystal. La densidad de población era de 2,57 hab./km². De los 269 habitantes, Crystal estaba compuesto por el 98.88% blancos, el 0% eran afroamericanos, el 0.37% eran amerindios, el 0% eran asiáticos, el 0% eran isleños del Pacífico, el 0% eran de otras razas y el 0.74% pertenecían a dos o más razas. Del total de la población el 0.37% eran hispanos o latinos de cualquier raza.